# Anatolij Wołobujew
Anatolij Iwanowycz Wołobujew, ukr. Анатолій Іванович Волобуєв, ros. Анатолий Иванович Волобуев, Anatolij Iwanowicz Wołobujew (ur. 16 stycznia 1958 w Woroszyłowsku w obwodzie ługańskim) – ukraiński piłkarz, grający na pozycji obrońcy, trener piłkarski.

## Kariera piłkarska

### Kariera klubowa
Swoją karierę piłkarską Wołobujew rozpoczynał w roku 1964. Jego pierwszym trenerem był N. Garibow. Piłkarz występował w pięciu klubach, występujących w niższych ligach ZSRR, były to: Komunarec Komunarsk, Szachtar Kadijewka, Horyń Równe, Kołos Pawłohrad i Mziuri Gali z Gruzji.

## Kariera trenerska
W 1983 już jako trener związał się z klubem z Ałczewska (do 1992 Komunarsk), przemianowanym w 1989 roku na Stal. Zespół trenował do końca 2000. W 2002 ponownie objął stanowisko głównego trenera, funkcje którego pełnił do końca sezonu 2005/2006). Z klubem z miasta koło Ługańska wywalczył dwa awanse do pierwszej ligi, w 2000 i 2005 roku. W maju 2006 zdecydował zrezygnować ze stanowiska trenera klubu, którym kierował 18 lat i zostać wiceprezesem. Potem był zaproszony do klubu Zoria Ługańsk na stanowisko wiceprezesa klubu, a w marcu 2008 objął stanowisko głównego trenera klubu, funkcje które pełnił do maja 2009, kiedy został zwolniony.
17 października 2009 ponownie przyszedł do Stali, w której pełni funkcje trenera konsultanta. 5 listopada 2009 kolejny raz objął stanowisko głównego trenera. 13 czerwca 2013 roku po tym jak Prezes klubu ogłosił o rezygnacji z uzyskanego awansu do Premier-lihi podał się do dymisji. 20 czerwca 2013 w klubie odbyła się rotacja - na stanowisko głównego trenera Stali Ałczewsk awansował Wadym Płotnykow, a Wołobujew został dyrektorem sportowym klubu.
Wołobujew posiada wyższe wykształcenie pedagogiczne i trenerskie. Jest żonaty, ma jedną córkę Marinę.

## Sukcesy i odznaczenia

### Sukcesy trenerskie
- awans do Premier liha: 2000, 2005

### Odznaczenia
- nagrodzony tytułem Zasłużonego Trenera Ukrainy
- nagrodzony tytułem Zasłużonego Pracownika Kultury Fizycznej i Sportu Ukrainy.